# Geist (jeu vidéo)
Pour les articles homonymes, voir Geist.
Geist est un jeu vidéo d'action-aventure en vue à la première personne édité par Nintendo et développé par n-Space. Il est sorti en 2005 sur GameCube.

## Scénario
L'action prend place en 2005. Un homme part en mission mais celle-ci a mal tourné et il se fait attraper par des militaires de la société Volks puis subit une expérience qui sépare son esprit de son corps. Il doit donc errer en tant qu'âme pour posséder des objets, des animaux et même des hommes pour essayer de trouver son corps et sortir de cette société.

## Accueil
- Jeuxvideo.com : 13/20[1]